# Kazernestraat

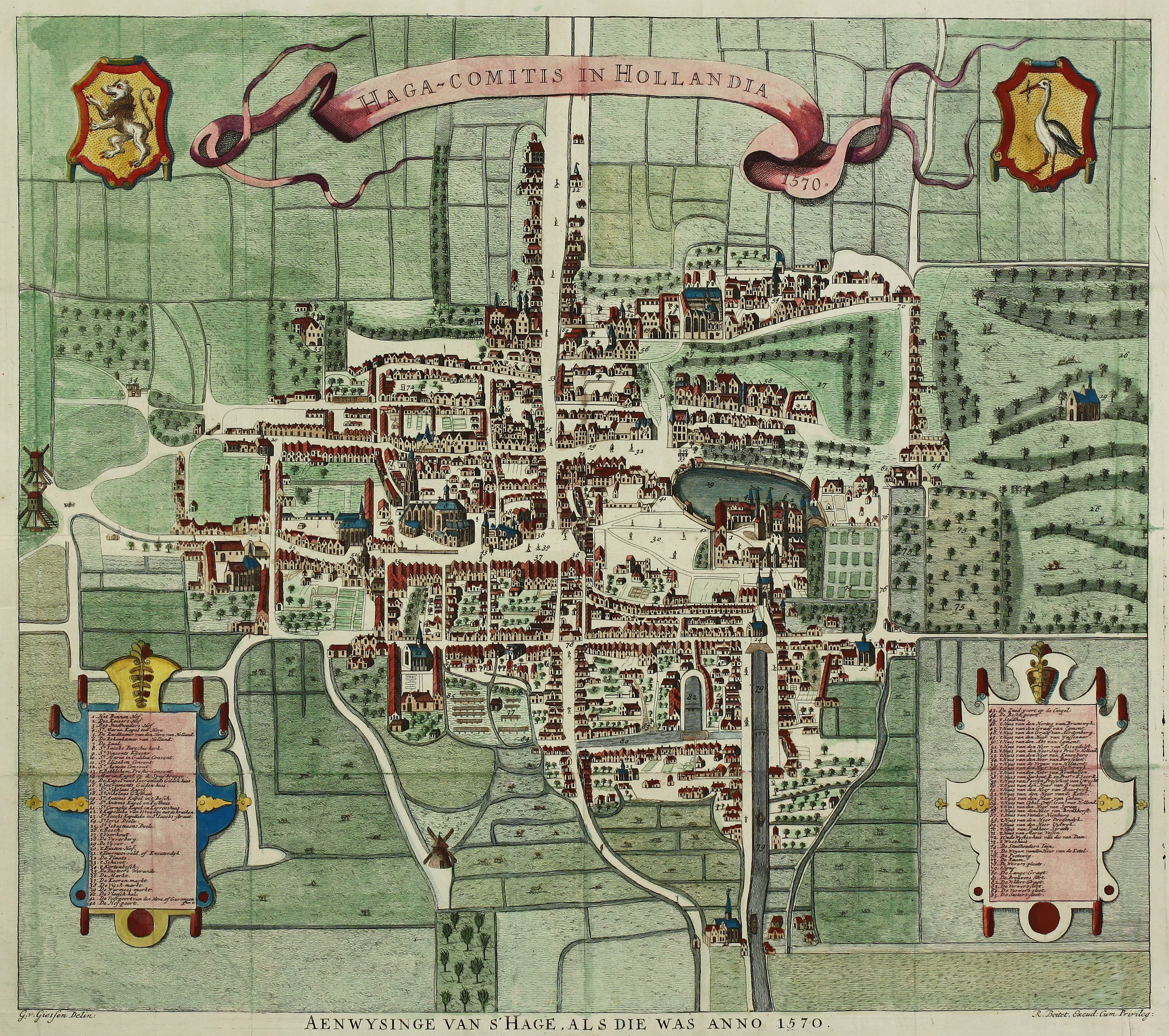
Plattegrond van Den Haag in 1570 met rechtsboven de koetshuizen van de Kazernestraat als achterkant van de herenhuizen aan het Lange Voorhout (L-vormige laan met bomen).

De Kazernestraat is een straat in het centrum van Den Haag, die loopt van de Parkstraat tot de Denneweg. De straat loopt parallel aan het Lange Voorhout achter de Kloosterkerk langs tot aan de achterkant van Hotel Des Indes. De straat ligt in de buurt Voorhout van de wijk Centrum. Daarnaast is het onderdeel van Buurtschap 2005.
De straatnaam dateert uit 1844, daarvoor stond het bekend als het pad 'Achter de Stallen' of soms als Denneweg. De oudste panden van de straat zijn namelijk de koetshuizen die horen bij de huizen aan het Lange Voorhout. Dit pad achter de stallen dateert samen met het Lange Voorhout terug uit de 15e eeuw en is daarmee een van de oudste straten van Den Haag.
De straatnaam verwijst naar de Oranjekazerne van de Grenadiers en Jagers, die in 1824 aan de Noordsingel (nu Mauritskade) werd gebouwd. De achteruitgang van deze kazerne was waar later op Kazernestraat 52 de Hoge Raad der Nederlanden zijn kantoor had. Sinds 23 augustus 2021 is in dat kantoorgebouw tijdelijk de Eerste Kamer gezeteld.
Er is slechts één straatje dat de Kazernestraat met het Lange Voorhout verbindt, de Kleine Kazernestraat.

## Zijstraten
De Kazernestraat loopt van de Parkstraat tot de Vos-in-Tuinstraat, in het verlengde van de Denneweg. Komend vanaf de Parkstraat is de eerste zijstraat links een doodlopend straatje met een klein binnenplein met daaraan hofjeswoningen, officieel de Kazernestraat 36. Vervolgens is rechts na de Rekenkamer de Kleine Kazernestraat, welke de Kazernestraat met het Lange Voorhout verbindt. Dan komt aan de linkerkant de Willemstraat, die de Kazernestraat met de Mauritskade verbindt. Dan is even verderop links een kort, breed, doodlopend zijstraatje, de Bibliotheekstraat, tevens de kortste straat van Den Haag. Deze kortste straat is maar 7 meter lang en 2 meter breed. Het is een doodlopende straat, welke meer weg heeft van een plein. Er heeft nooit een bibliotheek gestaan in de Bibliotheekstraat, maar de naam is ontleend aan de Koninklijke Bibliotheek, die tot in 1982 in het Lange Voorhout was gevestigd in het Huis Huguetan, waarvan de achterkant uitkomt op dit “pleintje” aan de Kazernestraat. Na een luchtbrug die over de Kazernestraat loopt te passeren, bevindt zich vervolgens aan de linkerhand de Nieuwe Schoolstraat, bekend vanwege theater PePijn. Even verder is links Het Lissabon(plein), een zijstraat met plein, welke ook leidt naar het Bram van Pijpenplein met theater Pepijn in de Nieuwe Schoolstraat en de Denneweg via een zijstraat (ook Denneweg genaamd). De Kazernestraat eindigt bij Hotel des Indes in de Vos-in-Tuinstraat, welke na een paar meter linksaf bij de kruising met de Maliestraat overgaat in de Denneweg.

## Bekende panden

#### Rekenkamer
Komend vanuit de Parkstraat is het tweede gebouw aan de rechterkant, op de hoek van de Kleine Kazernestraat, de achterkant van de Algemene Rekenkamer met de inrit van een ondergrondse parkeergarage. De hoofdingang van de Rekenkamer is aan het Lange Voorhout. De Rekenkamer heeft op nummer 8 haar zetel sinds 1868. Sindsdien is het wat uitgebreid maar in 1990 werd besloten de gevel te laten staan maar er een geheel nieuw kantoor achter te bouwen. De oude gebouwen achter de gevel werden afgebroken, waarna het mogelijk was de Kleine Kazernestraat twee meter breder te maken. Door een poort tussen nummers 4 en 6 bereikt men een soort pleintje waar de hoofdingang van de Rekenkamer nu is. Vanaf dit pleintje is ook het oudste deel van de Kloosterkerk te zien.

#### De Vereeniging
Nr 38B: Sociëteit De Vereeniging Den Haag werd opgericht in 1851 en bevindt zich sinds 1853 schuin tegenover de Kleine Kazernestraat in een pand dat voorheen van koning Willem II was. Het is in de huidige vorm tot stand gekomen in de eerste helft van de jaren zeventig van de 19e eeuw in eclectische stijl met overwegend aan de renaissance ontleende stijlmotieven. Tussen 1871 en 1885 werd er een grote sociëteitszaal aangebouwd en in 1905 een grote serre aan de achterkant. De architect was vermoedelijk Eli Saraber.

#### GEB
Op de hoek van de Kazernestraat en de Willemstraat staat een gebouw uit 1914. Op de gevel is het stadwapen van Den Haag aangebracht en het jaartal van de bouw. Het was toen een gebouw van het Gemeentelijk Energiebedrijf (GEB). Het volgende pand, nummer 44, is uit 1887.

#### De Stadsrijschool
Nr 50: Tussen Willemstraat en de Nieuwe Schoolstraat zijstraten is een kort, doodlopend zijstraatje, de Bibliotheekstraat, welke meer weg heeft van een plein. Op dit plein aan het einde links staat de oudste burgermanege van Nederland, de 's-Gravenhaagsche Stadsrijschool, met daarnaast het gebouw van de Hoge Raad, waar momenteel tijdelijk de Eerste Kamer situeert. Op nummer 50, is de ingang van de 's-Gravenhaagsche Stadsrijschool, die vanaf de Kazernestraat niet te zien is. Het is een voormalig koetshuis uit de 18e eeuw van het huis Olmgaeten, met verdieping, schilddak, deuromlijsting met verdiepte pilasters en hoofdgestel en vensters met negenruitsschuiframen. Daaraan is een L-vormige stal gebouwd, waarachter manege met tribune, welke in opdracht van Lodewijk-Napoleon als burgermanege zou zijn neergezet. De manege werd in 1806 of 1813 gebouwd, in ieder geval voordat de Oranjekazerne in 1824 werd gebouwd. De rijschool is geschonken aan de stad Den Haag bij het vertrek van Lodewijk Napoleon in 1810, waardoor de manege werd omgedoopt tot Stadsrijschool. Deze heeft haar officiële ingang aan de Mauritskade, waar nu het Louis Couperusplein is, maar de achteringang van de kazerne was in de Kazernestraat, naast de huidige manege.

#### Hoge Raad en Eerste Kamer
Nr 52: Op ditzelfde “plein” stonden de beelden, die eerder tot 1988 op het Plein voor het kantoor van de Hoge Raad stonden. De zes standbeelden, die op het Plein hadden gestaan, werden naar de pleinachtige Bibliotheekstraat verhuisd. Zij tonen zes zeventiende -, achttiende - en negentiende-eeuwse rechtsgeleerden: Cornelis van Bijnkershoek, Hugo de Groot, Ulrik Huber, Joan Melchior Kemper, Simon van Leeuwen en Johannes Voet. In 1988 werd het gebouw van de Hoge Raad op het Plein afgebroken en vervangen door de nieuwbouw van de Tweede Kamer; de Hoge Raad verhuisde naar het Huis Huguetan, Lange Voorhout 34-36, waarin voorheen onder meer de Koninklijke Bibliotheek gevestigd was. Toen in 2002 dit gebouw te krap werd voor de Hoge Raad, werd de belastingsector en de bedrijfsvoering ondergebracht in het voormalige Huis Bentinck aan het Lange Voorhout. Per 1 maart 2016 verhuisde de Hoge Raad naar zijn huidige onderkomen aan het  Korte Voorhout. Tegenwoordig staan de zes beelden op een rij aan de nieuwe locatie op het Korte Voorhout, tot aan de hoek van de Koningskade, waar de Franse ambassade stond en een leeg kantoorpand.
De achterkant van het oude kantoorpand van de Hoge Raad grenst aan de Kazernestraat en aan de overkant van de Kazernestraat werd een nieuw kantoor gebouwd op de pleinachtige Bibliotheekstraat, waar vroeger de achteringang van de Oranjekazerne was. De nieuwbouw is aangebouwd door de architect Penninck. De nieuwbouw is verbonden met de achterkant van het Huis Huguetan (aan het Lange Voorhout 34-36) door middel van een loopbrug, over de Kazernestraat heen. De hoofdingang van het kantoor ligt aan het “pleintje” van de Bibliotheekstraat. Sinds 23 augustus 2021 zetelt de Eerste Kamer zich in dit pand, als tijdelijk onderkomen in verband met renovaties aan het gebouw aan het Binnenhof.

#### Café Sport
Nr 106: Vlak voor het einde van de Kazernestraat, tussen de Denneweg en Het Lissabon(plein), was Café Sport (ook wel De Sport genoemd), een bruin café met jazz muziek en een biljarttafel, waar vanaf 1964 het programma De Klisjeemannetjes werd opgenomen met Kees van Kooten en Wim de Bie.

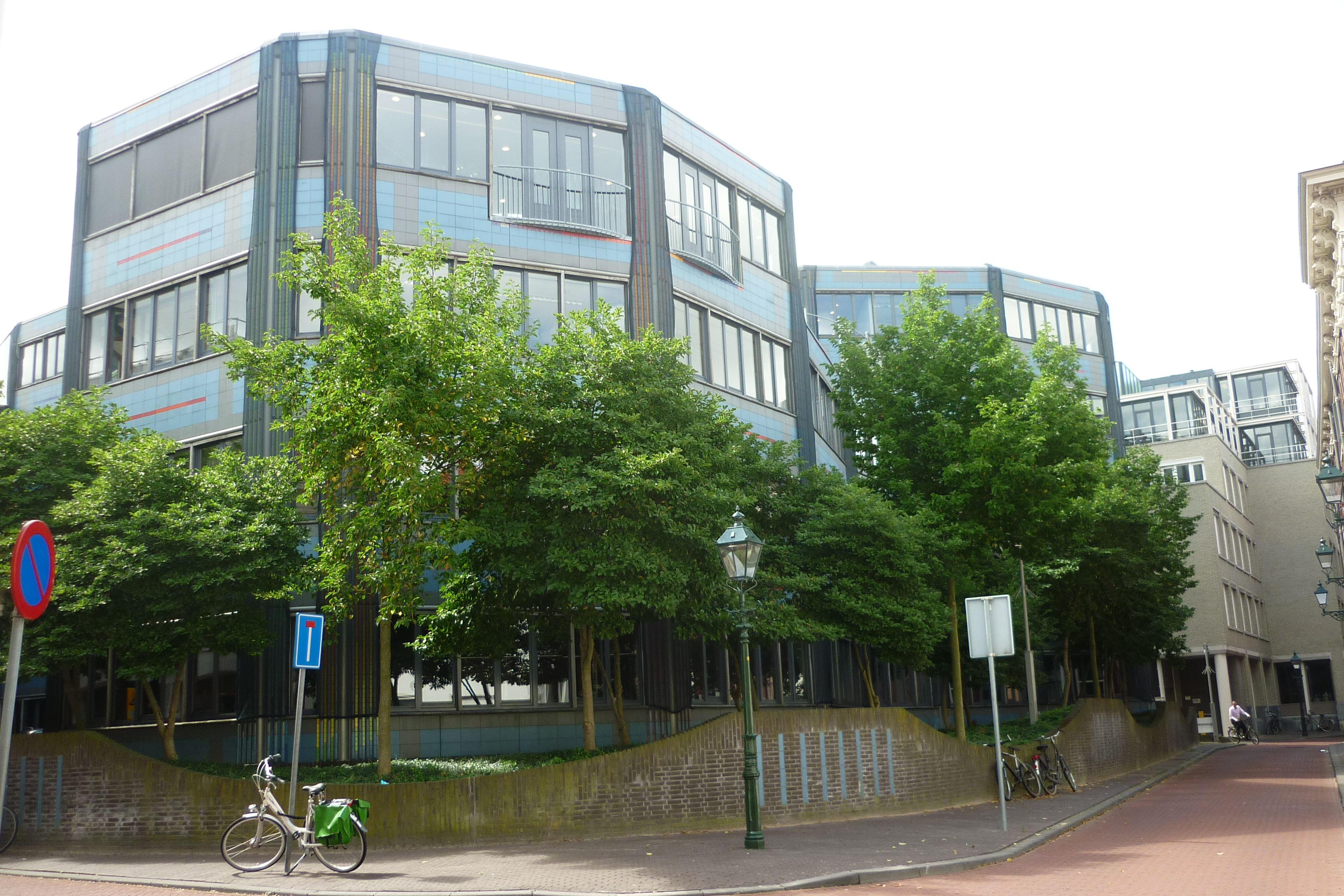
Rekenkamer
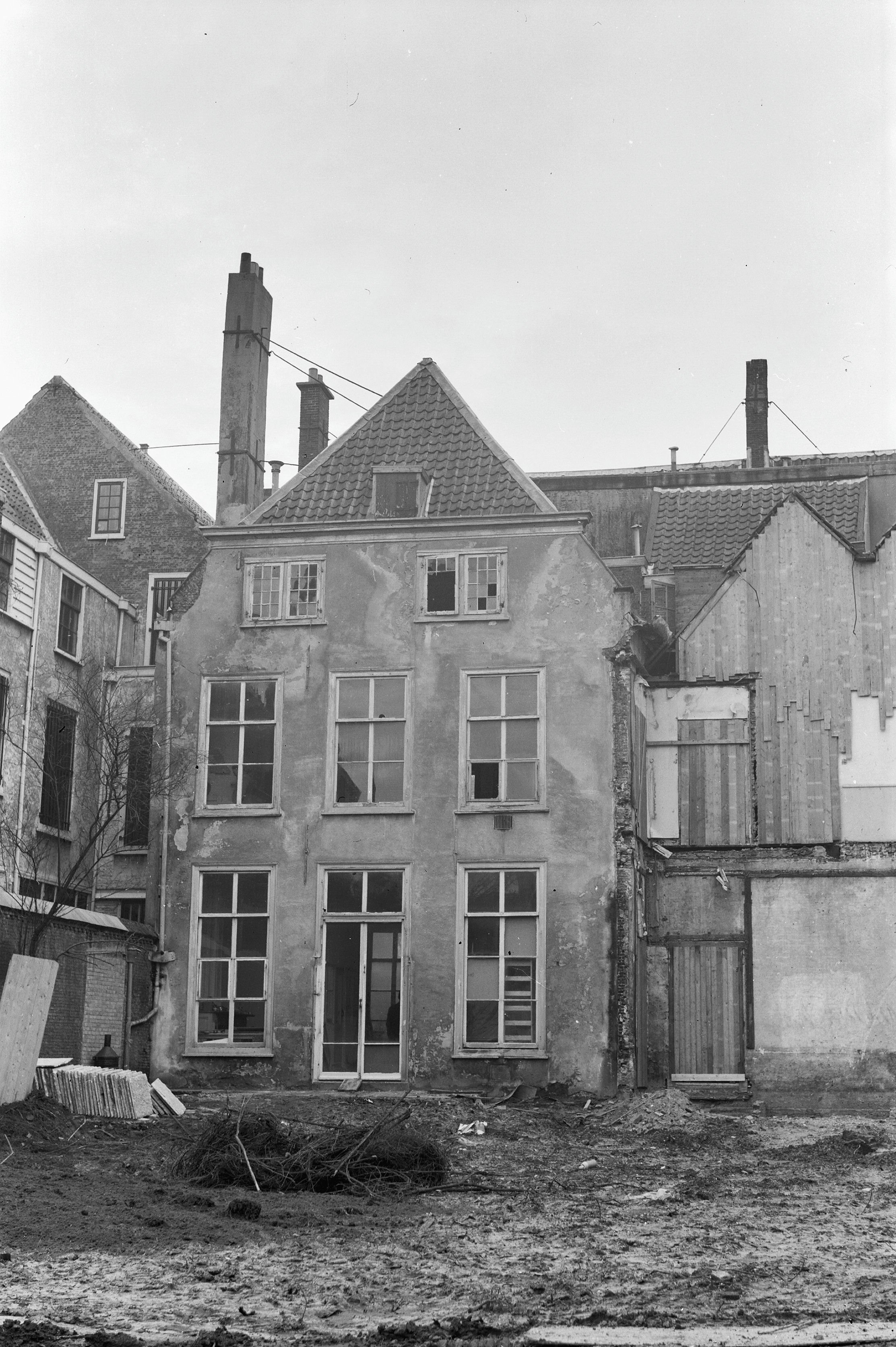
Achtergevel Lange Voorhout 10 na afbraak vleugel Kazernestraat, tegenwoordig het pand van de Britse Ambassade bij de Kleine Kazernestraat
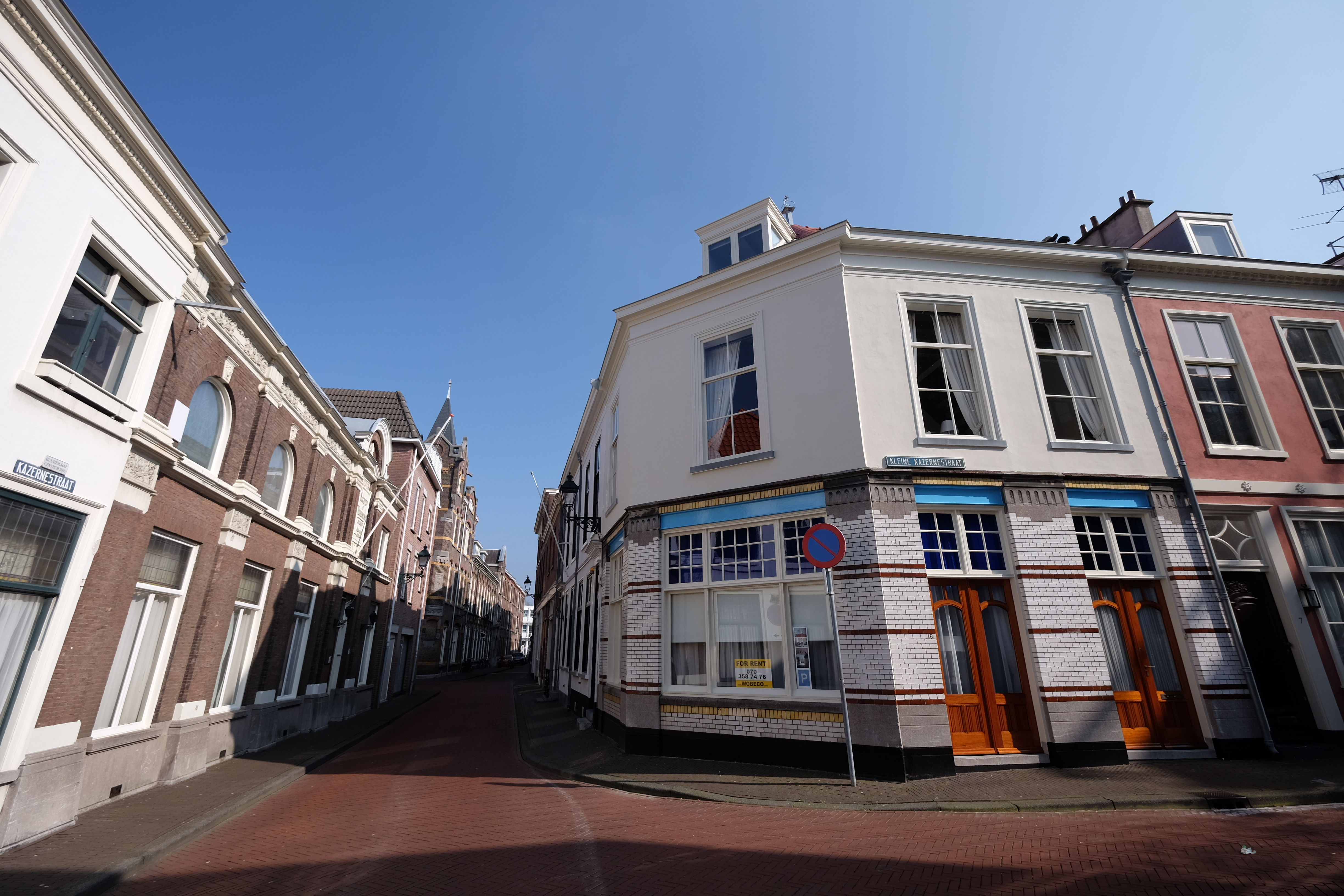
Kazernestraat met rechts de Kleine Kazernestraat
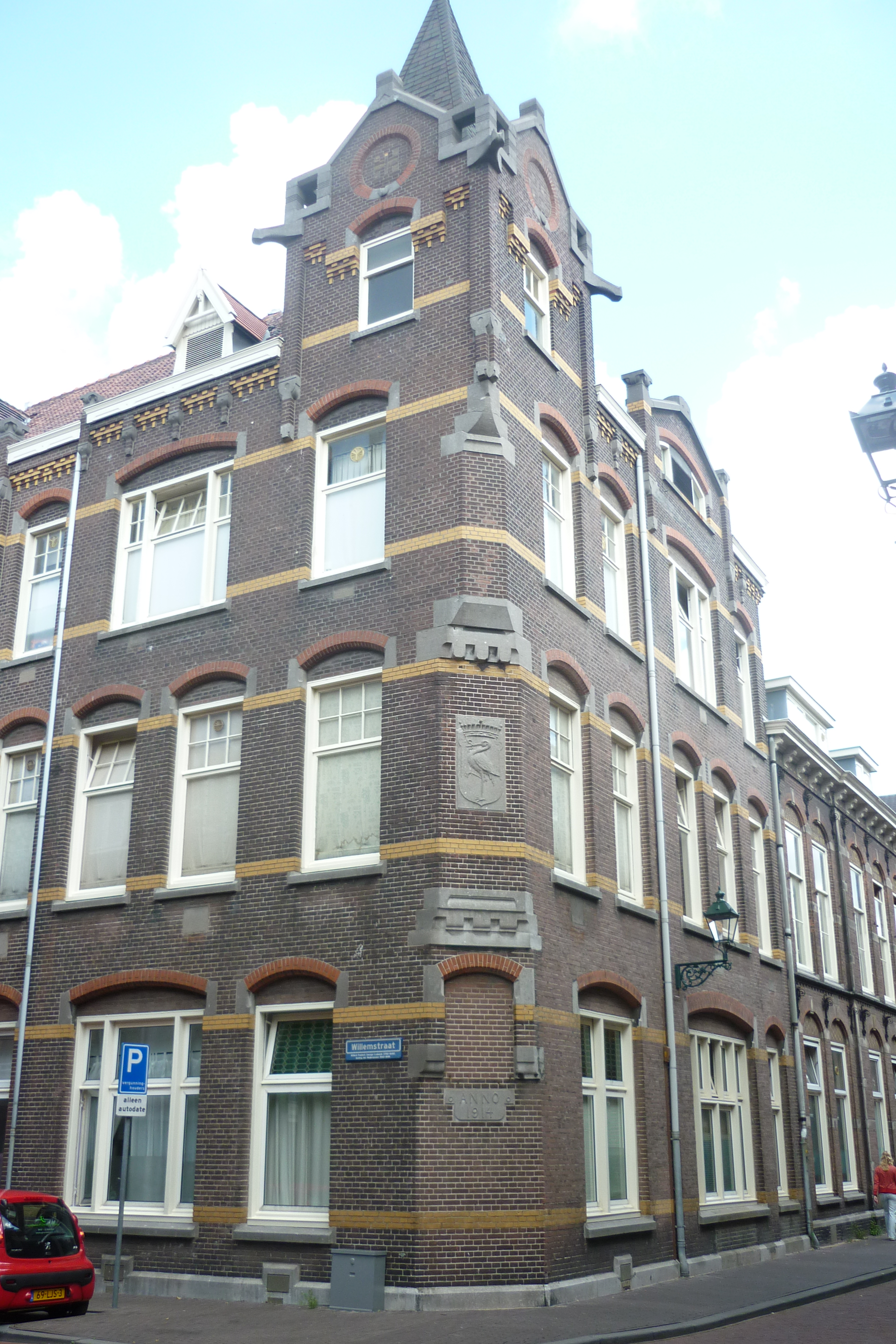
GEB met stadswapen
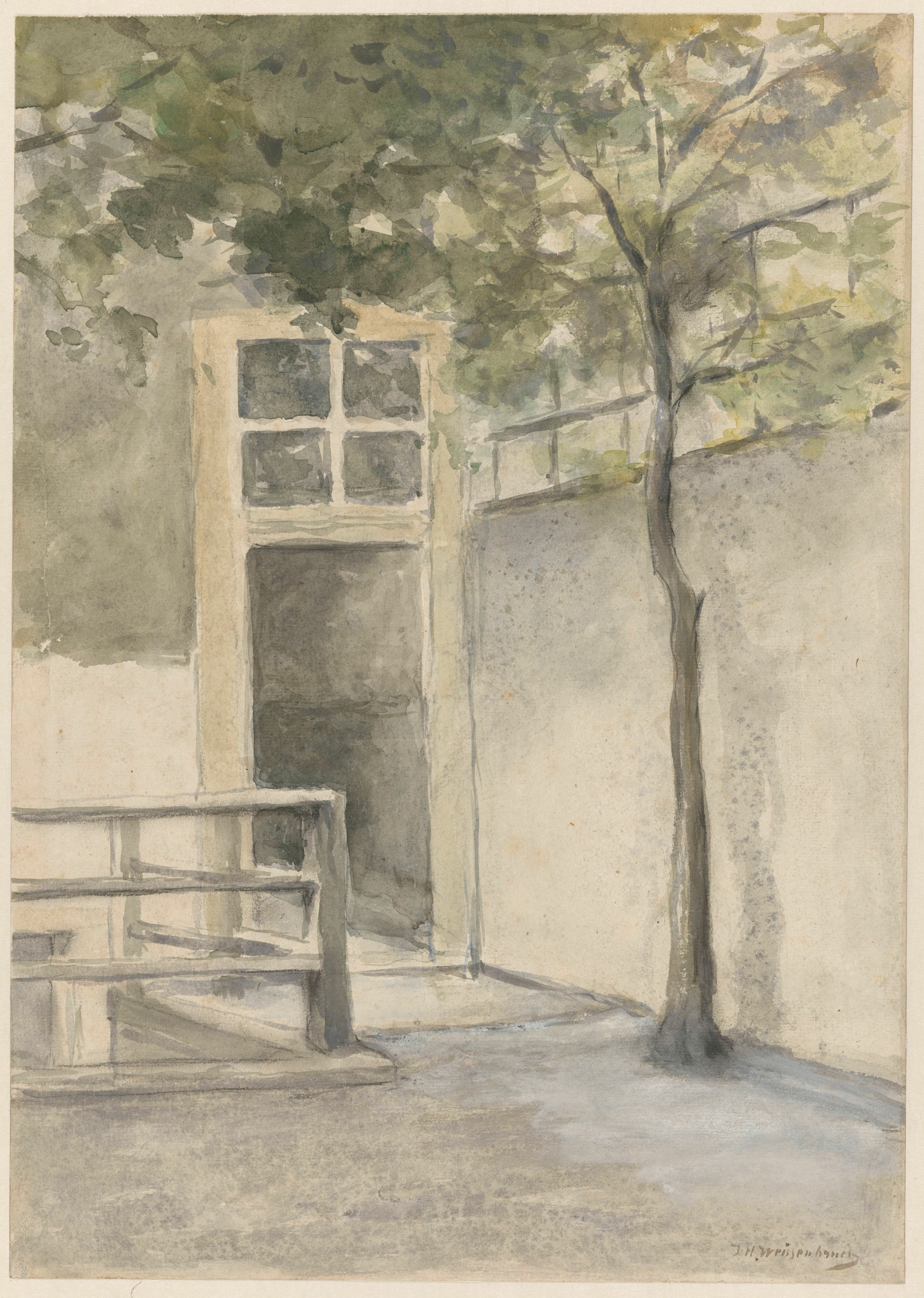
Gezicht op een binnenplaats vanuit het atelier van de kunstenaar in de Kazernestraat (circa 1834-1903)
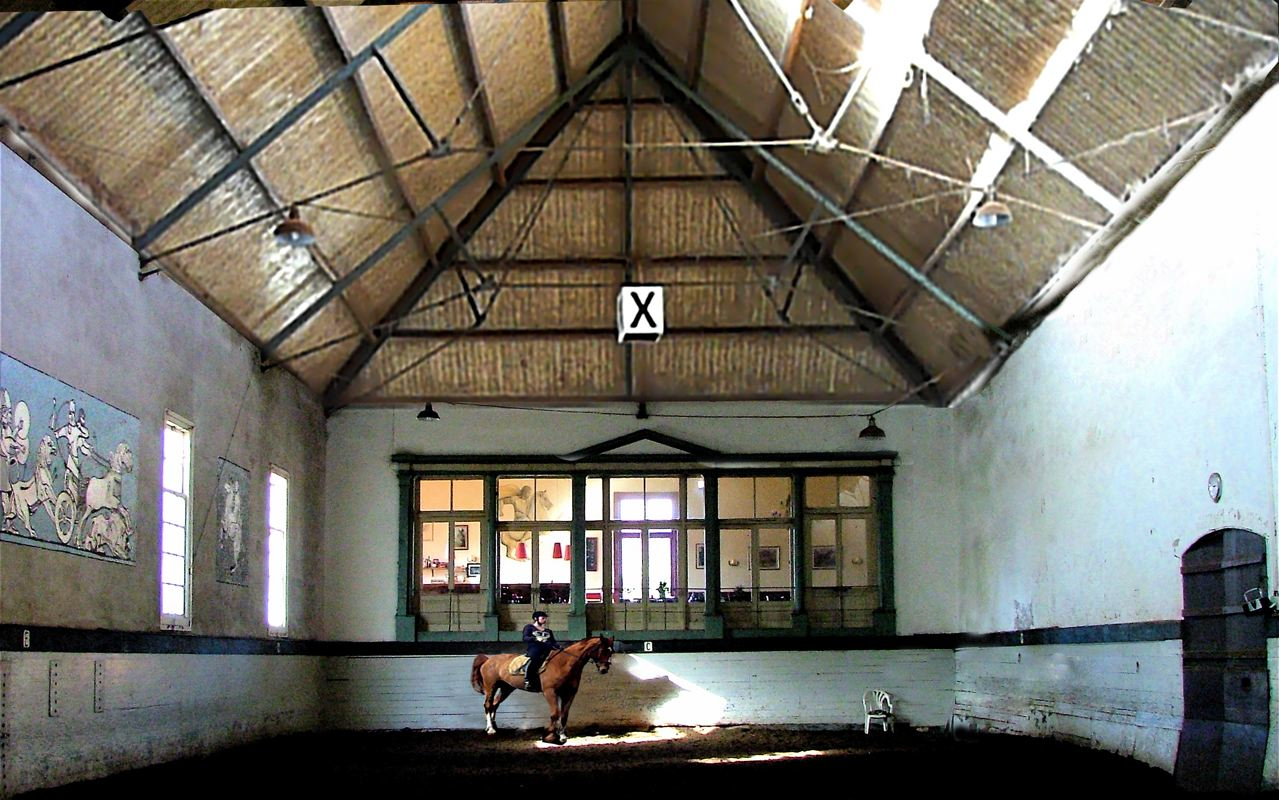
’s-Gravenhaagsche Stadsrijschool
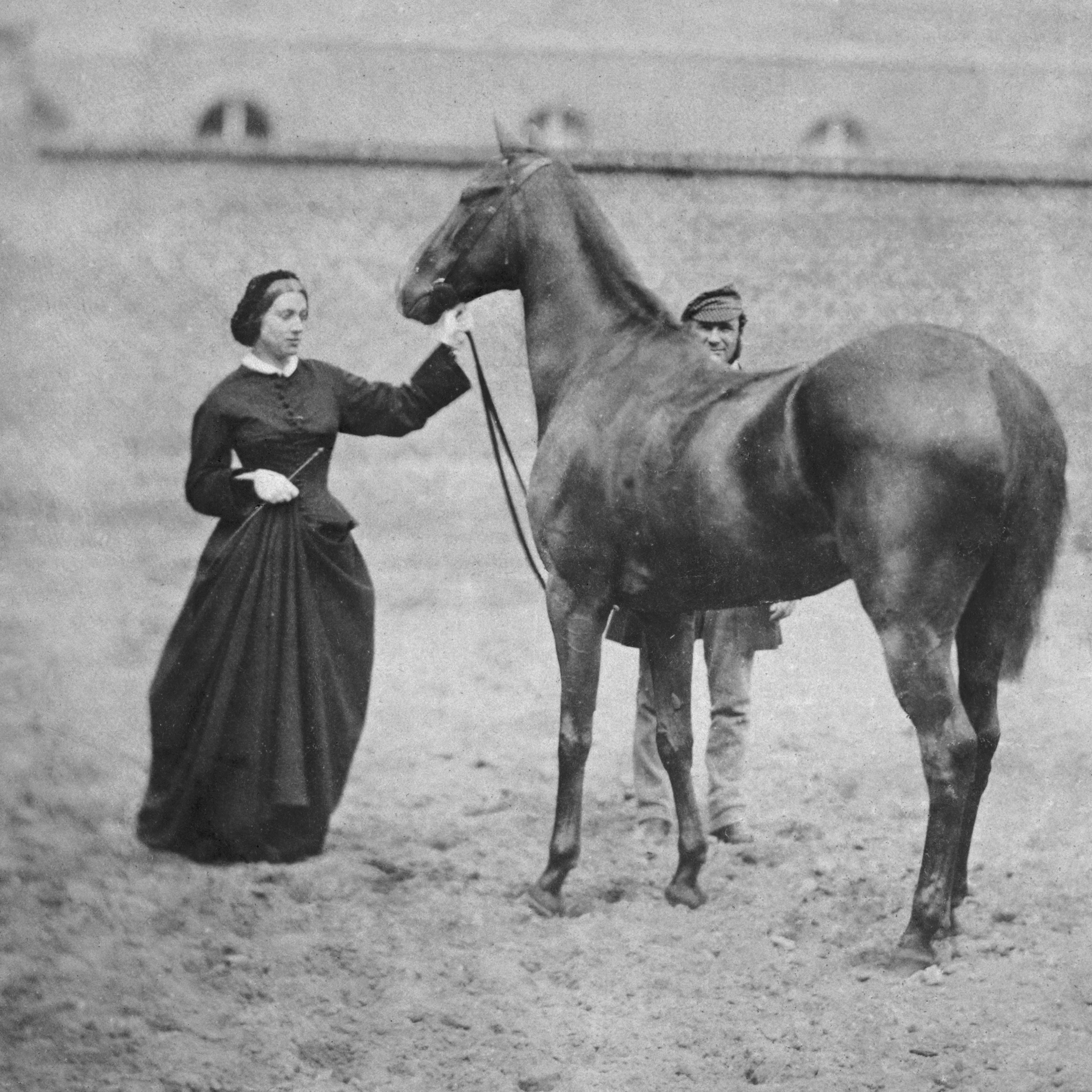
Alexandrine Tinne in de Haagse Kazerne (circa 1860)
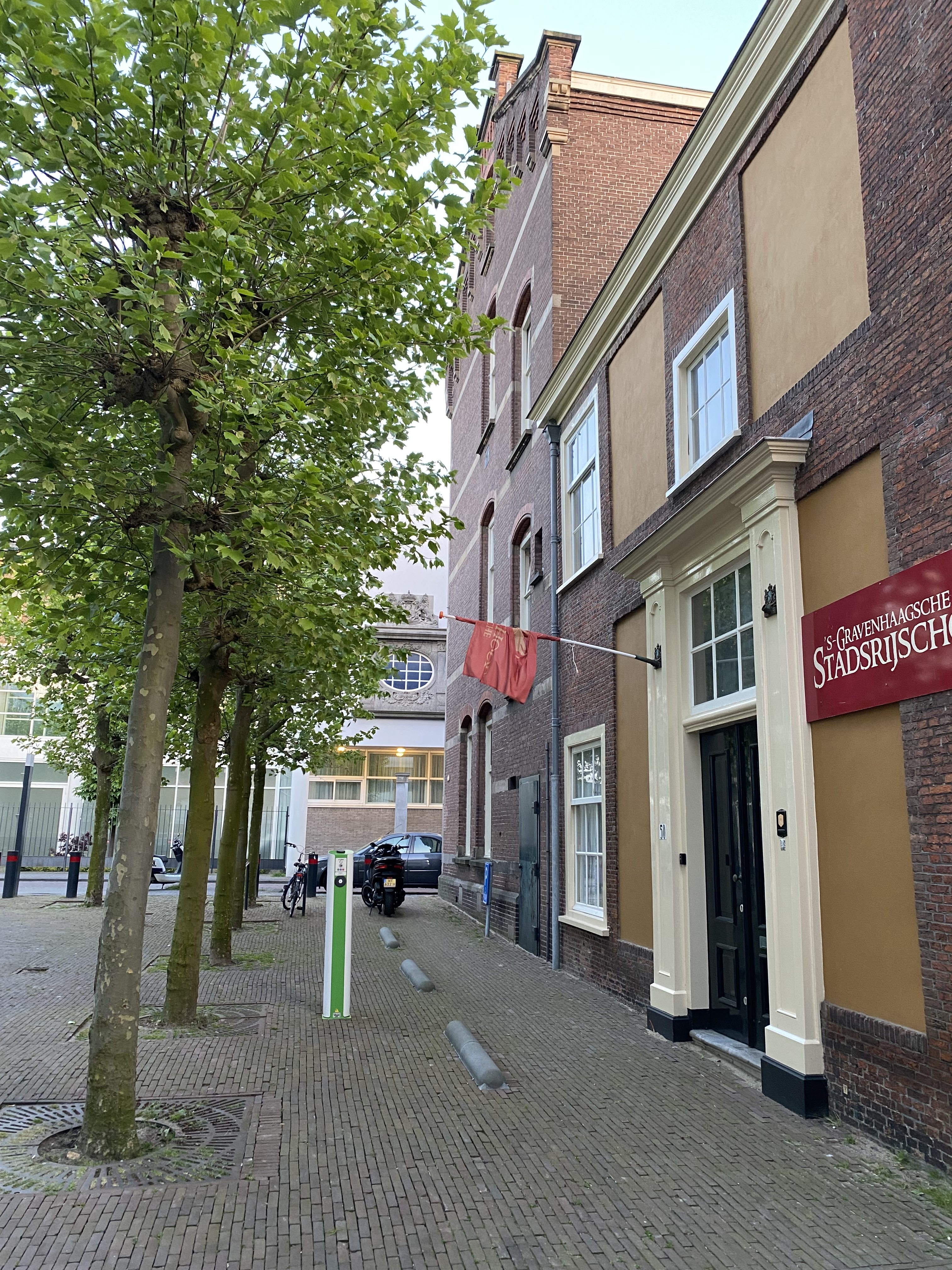
Bibliotheekstraat, de kortste straat van Den Haag
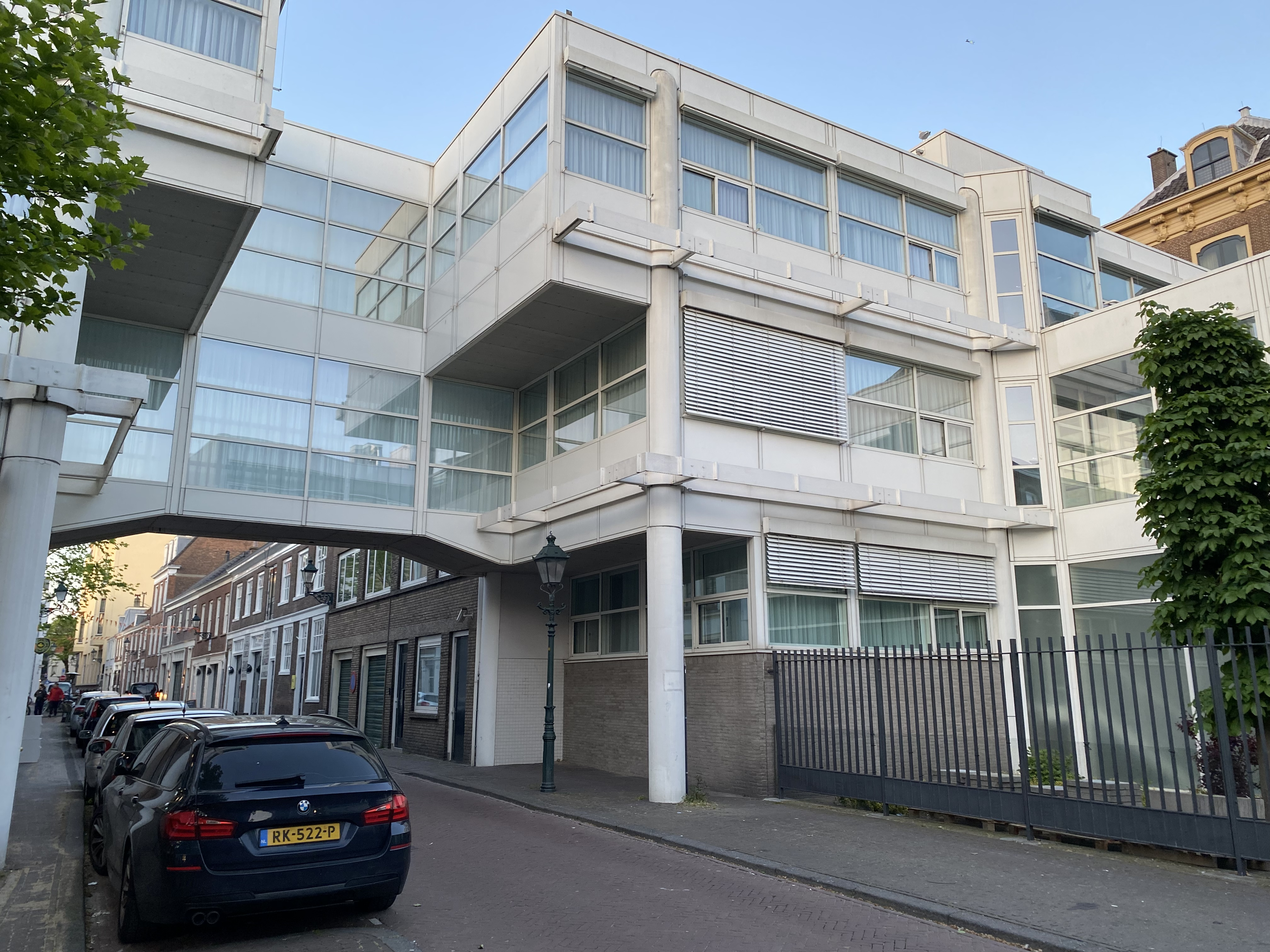
Loopbrug over de Kazernestraat behorende bij Huis Huguetan
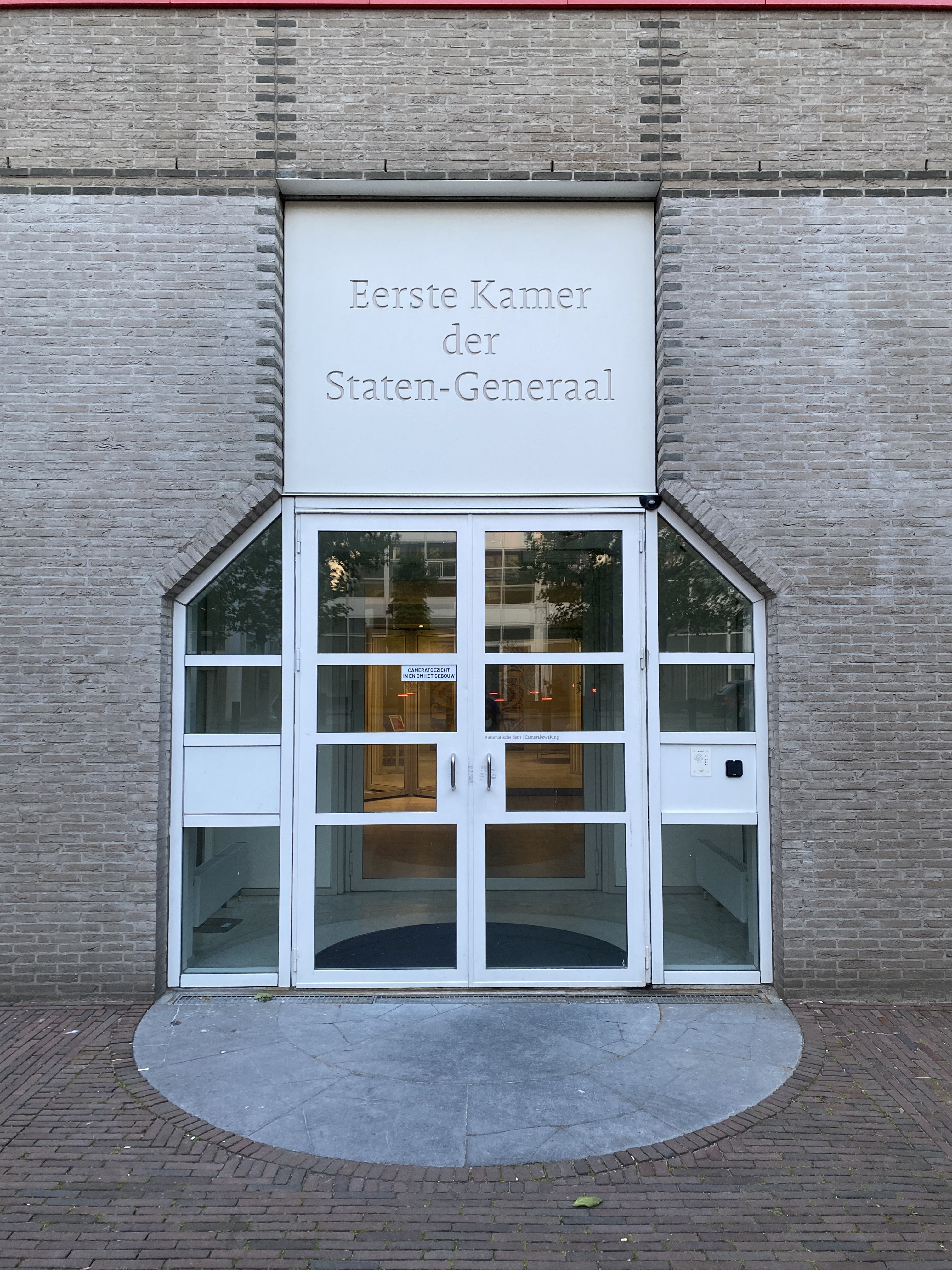
Entree van de Eerste Kamer der Staten-Generaal
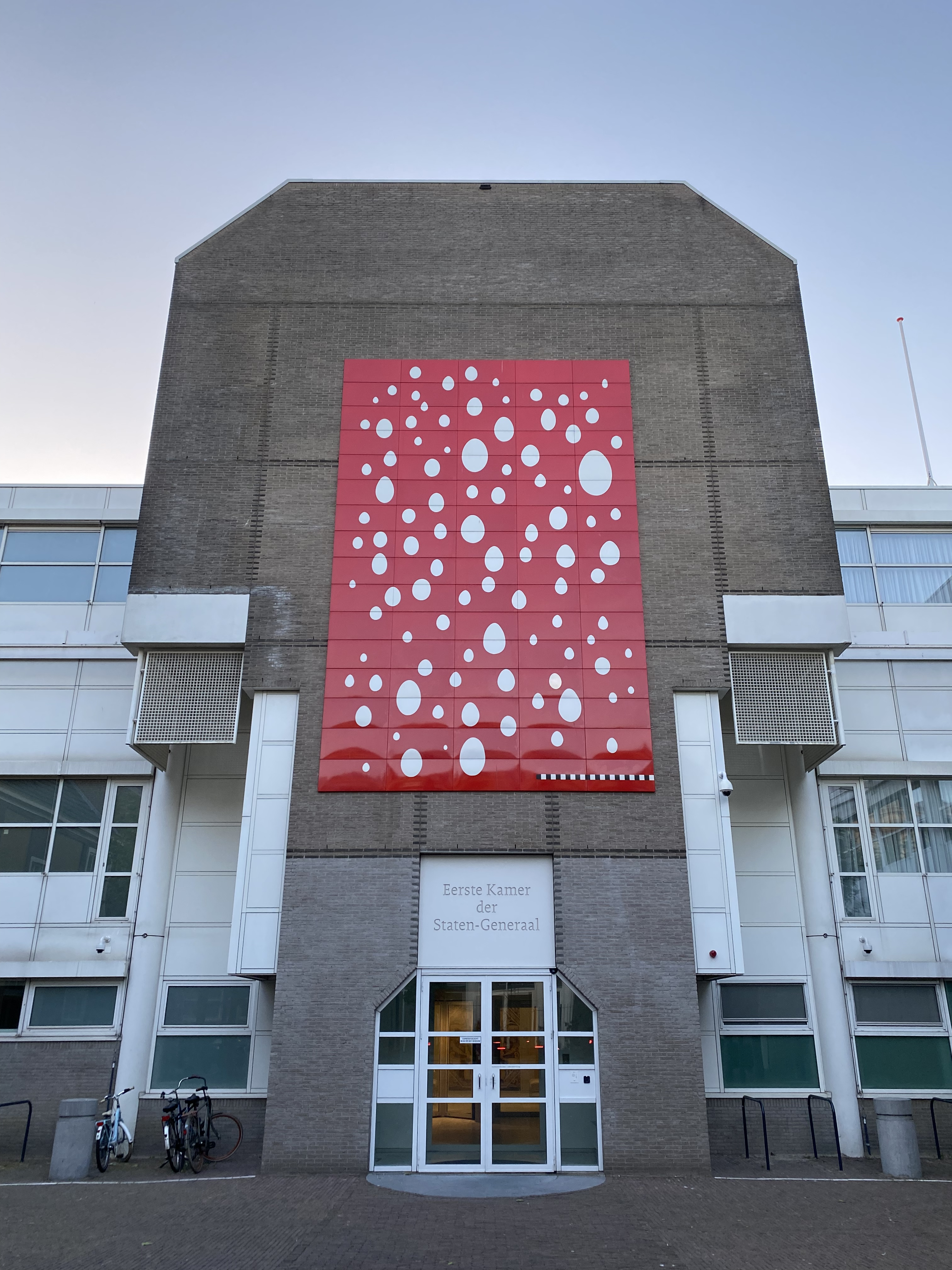
Entree van de Eerste Kamer der Staten-Generaal
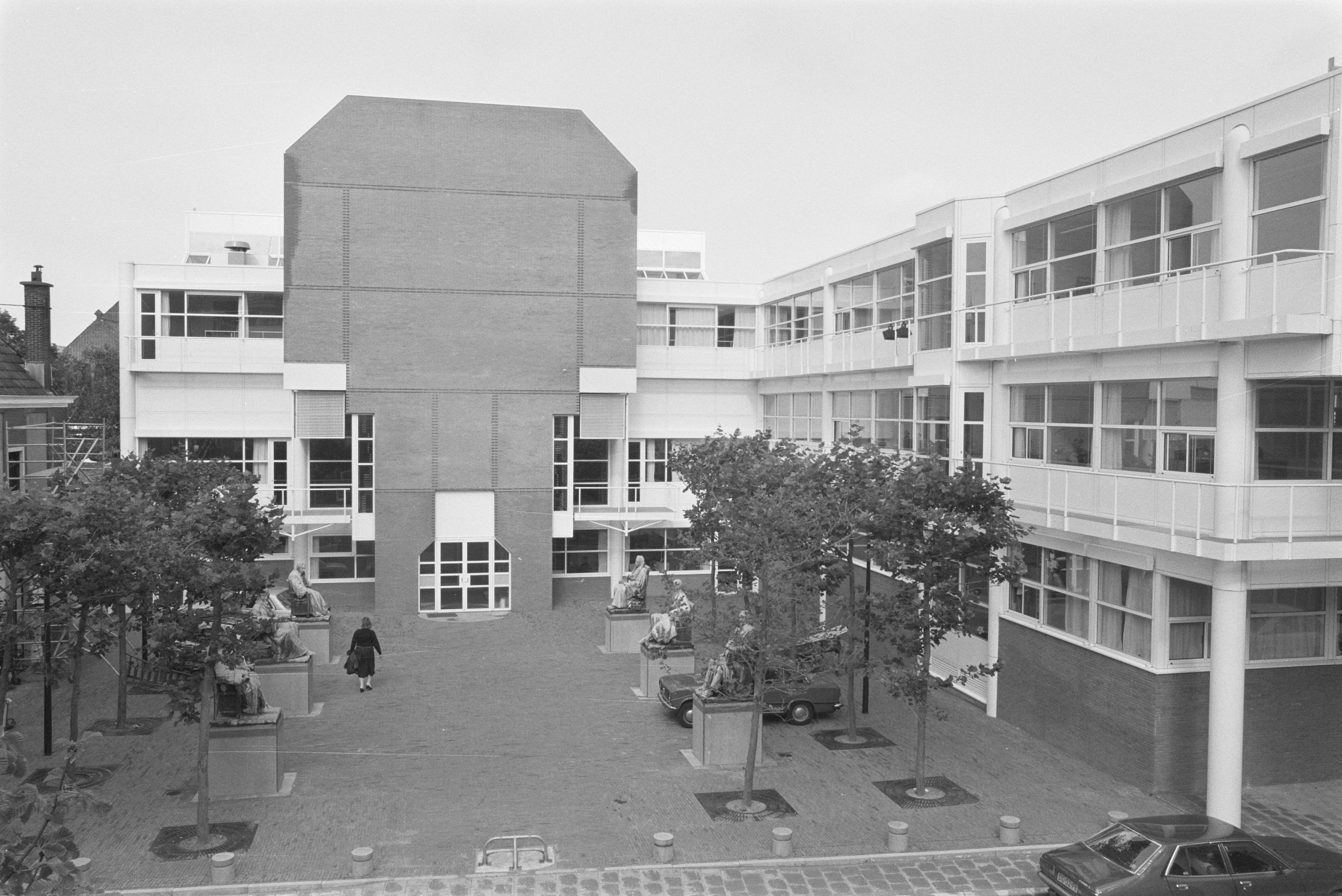
Exterieur gebouw Hoge Raad der Nederlanden in 1988
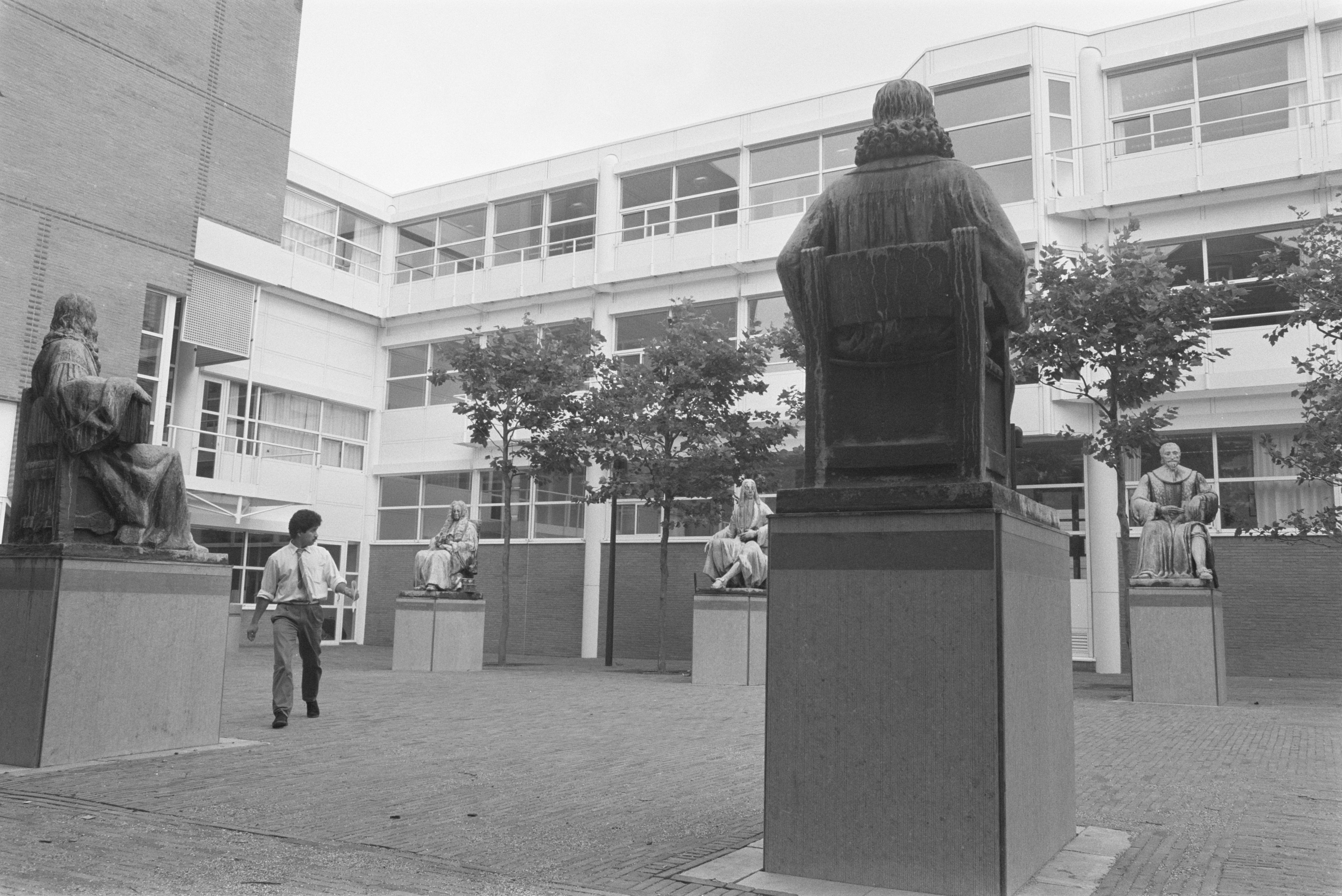
Exterieur gebouw Hoge Raad der Nederlanden 1988
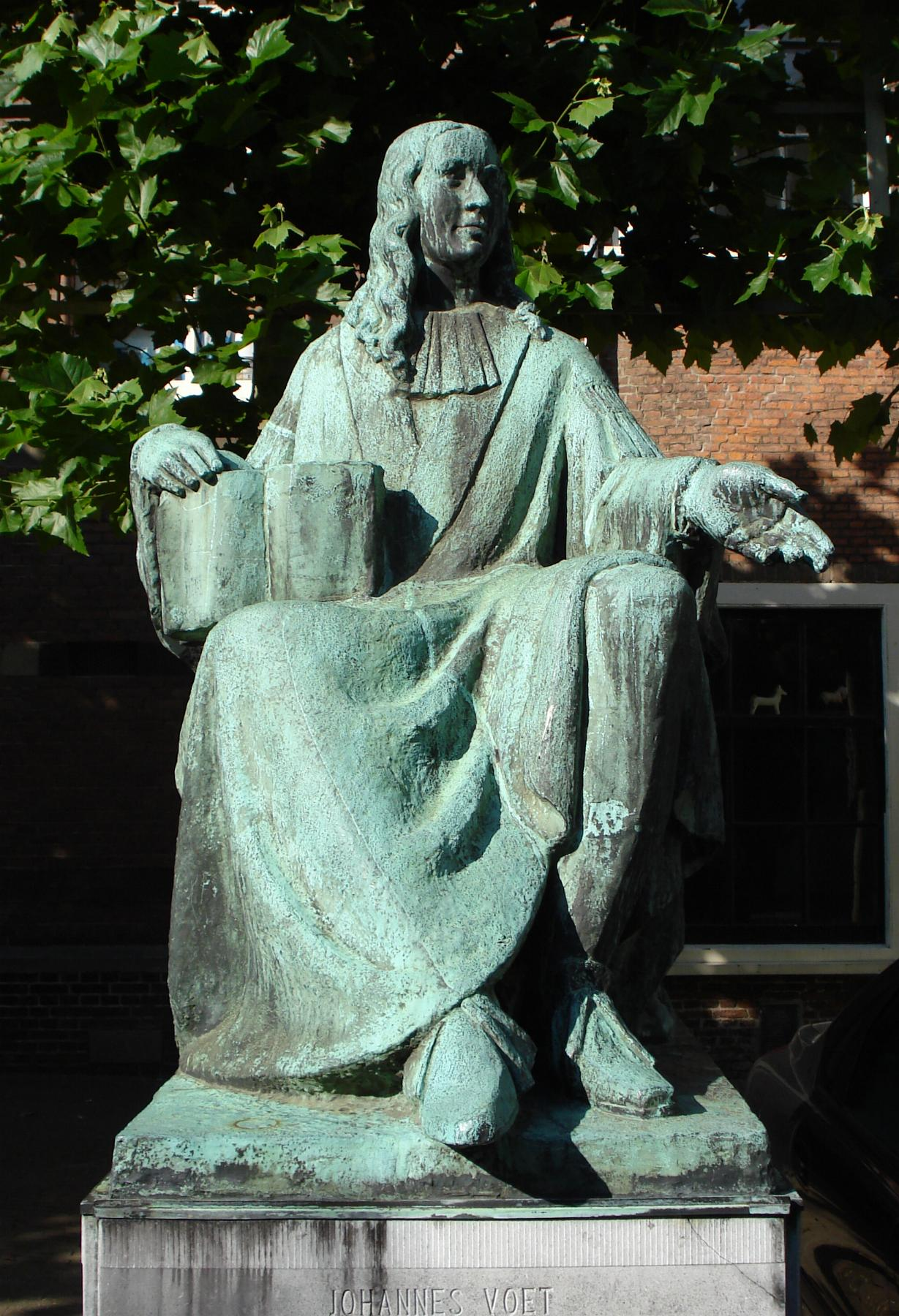
Johannes Voet
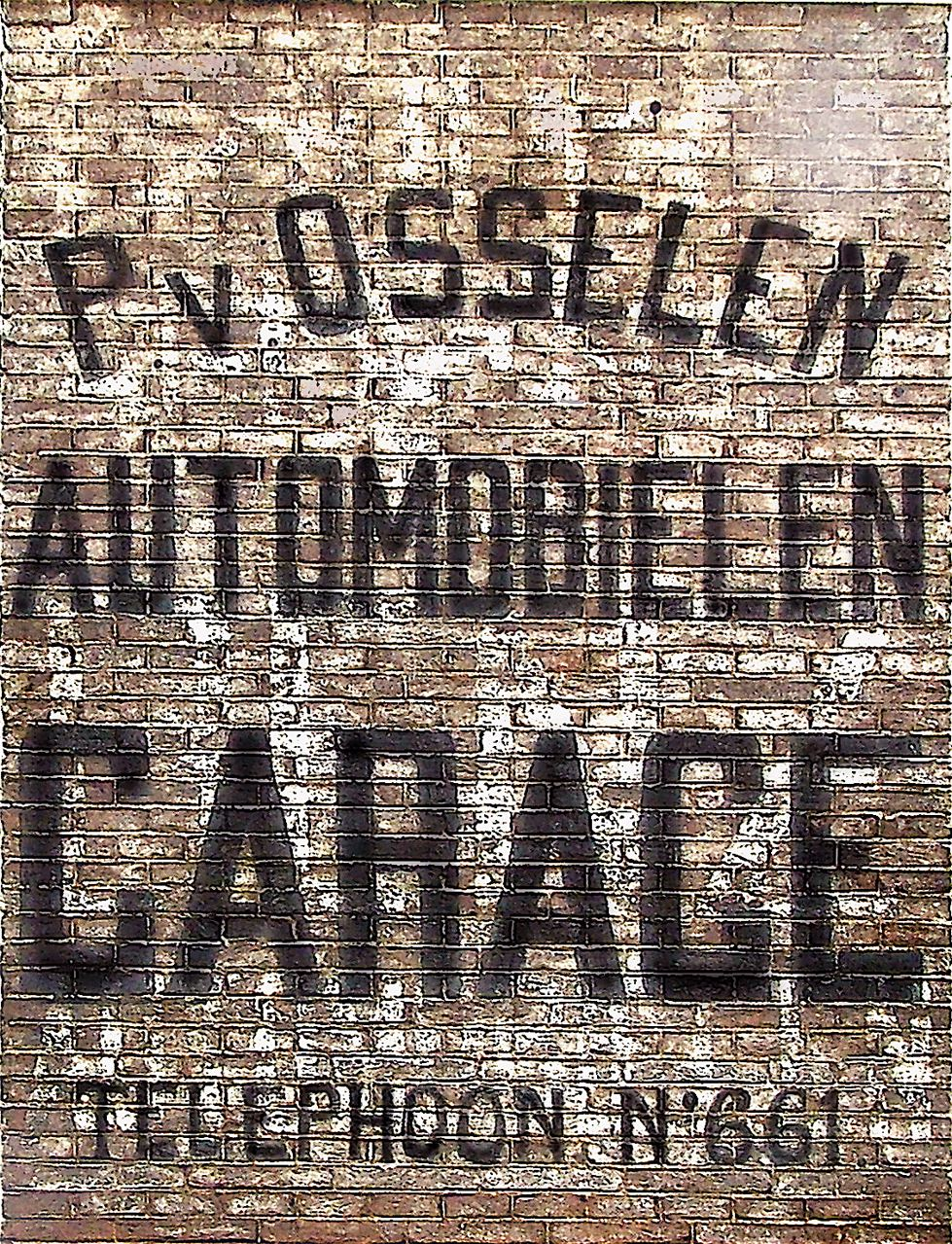
Een van de twee letterreclames van de voormalige firma Van Osselen aan de Kazernestraat 41-41b. De schilderingen zijn op de koetshuizen geschilderd van het pand Lange Voorhout 40 van de Groote Sociëteit.
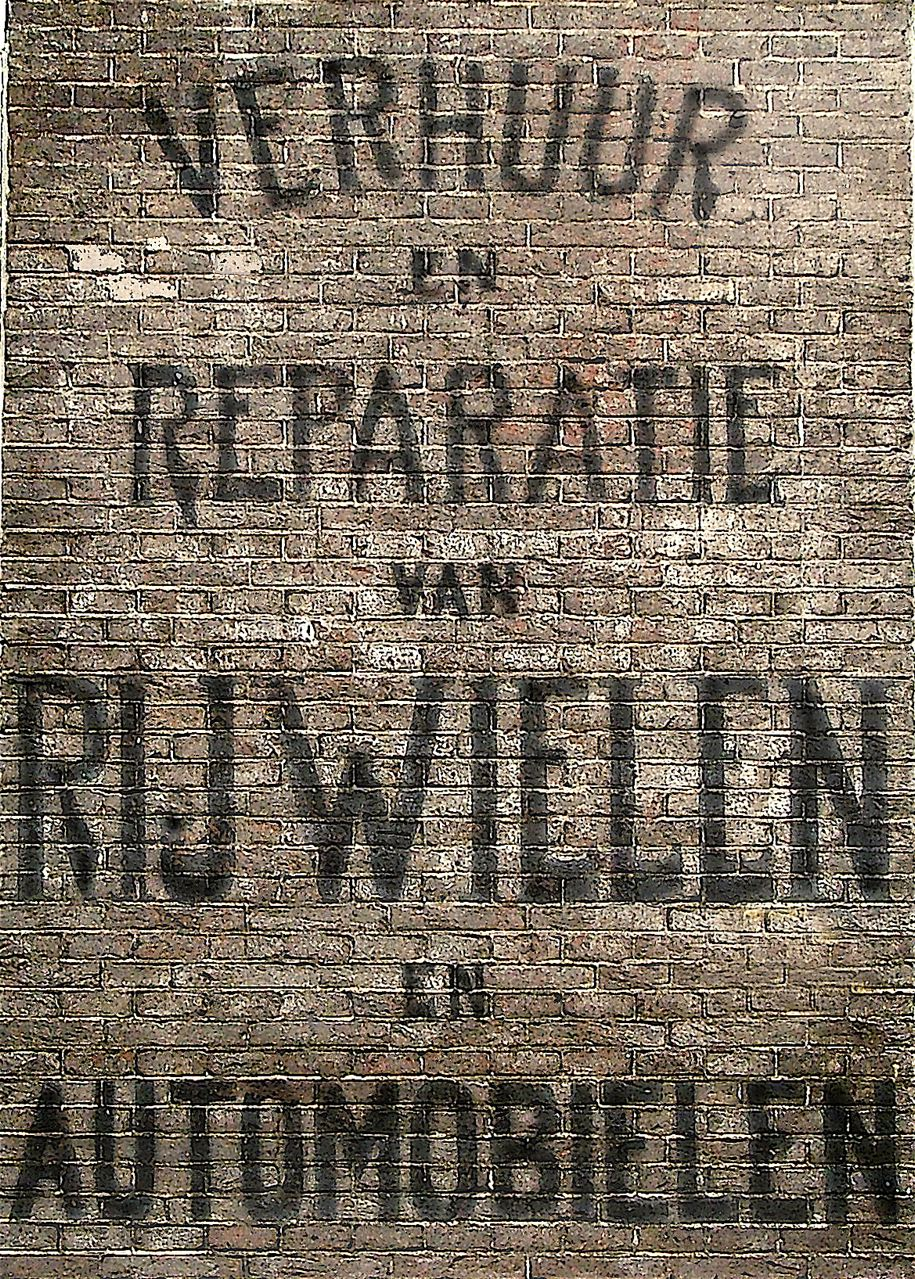
Een van de twee letterreclames.
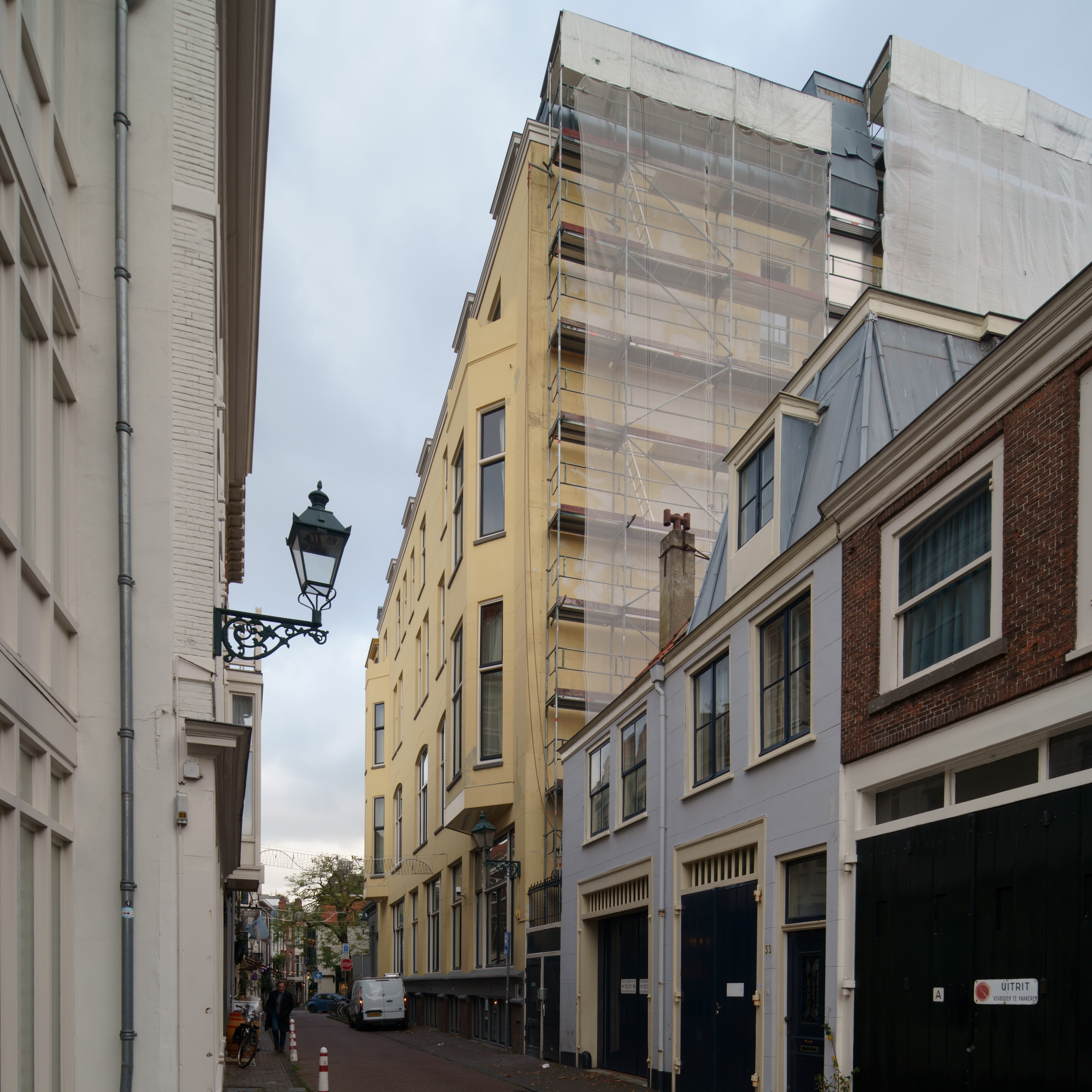
Einde Kazernestraat met Hotel des Indes
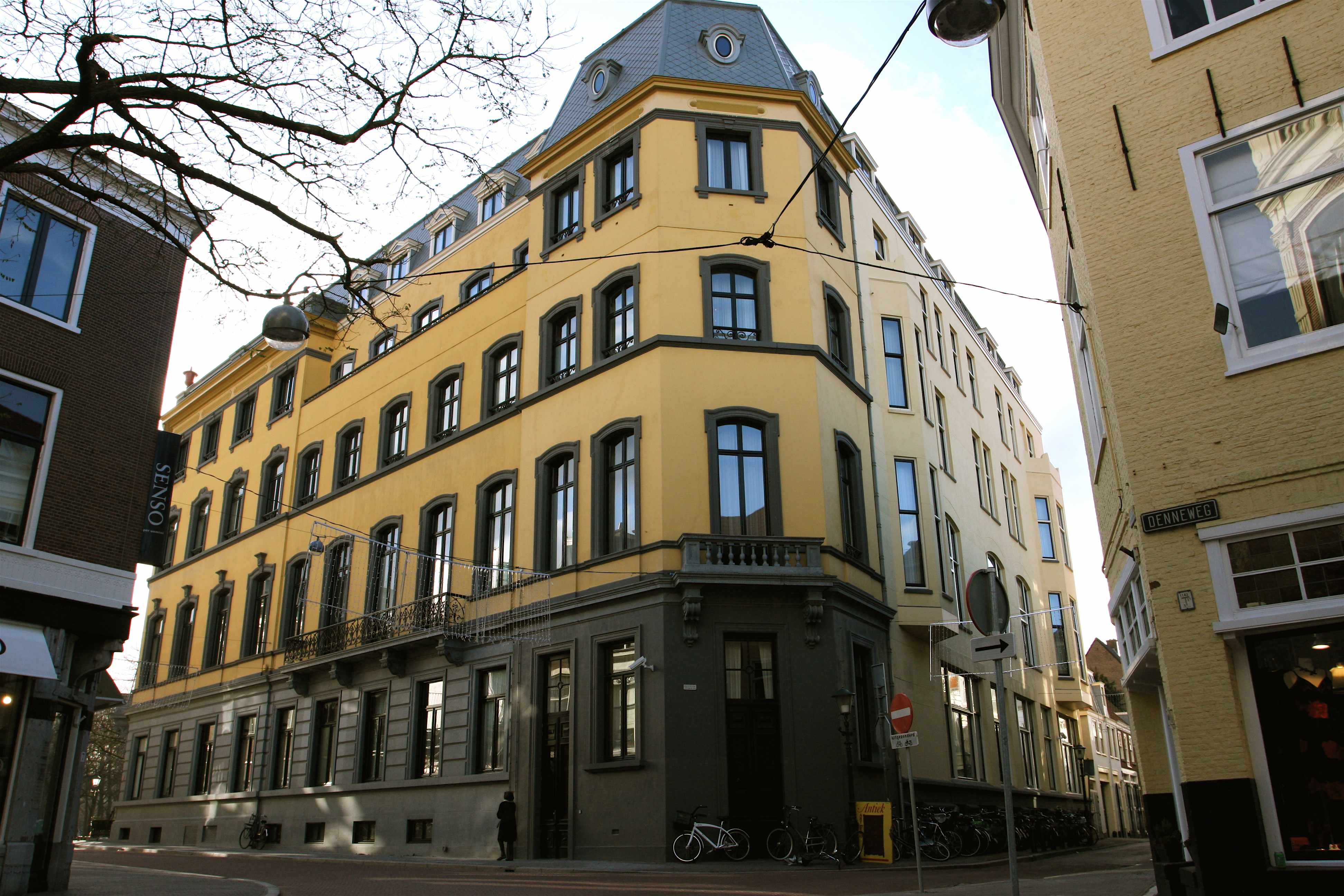
Hotel des Indes vanaf de Vos-in-Tuinstraat genomen, met rechts de ingang van de Kazernestraat
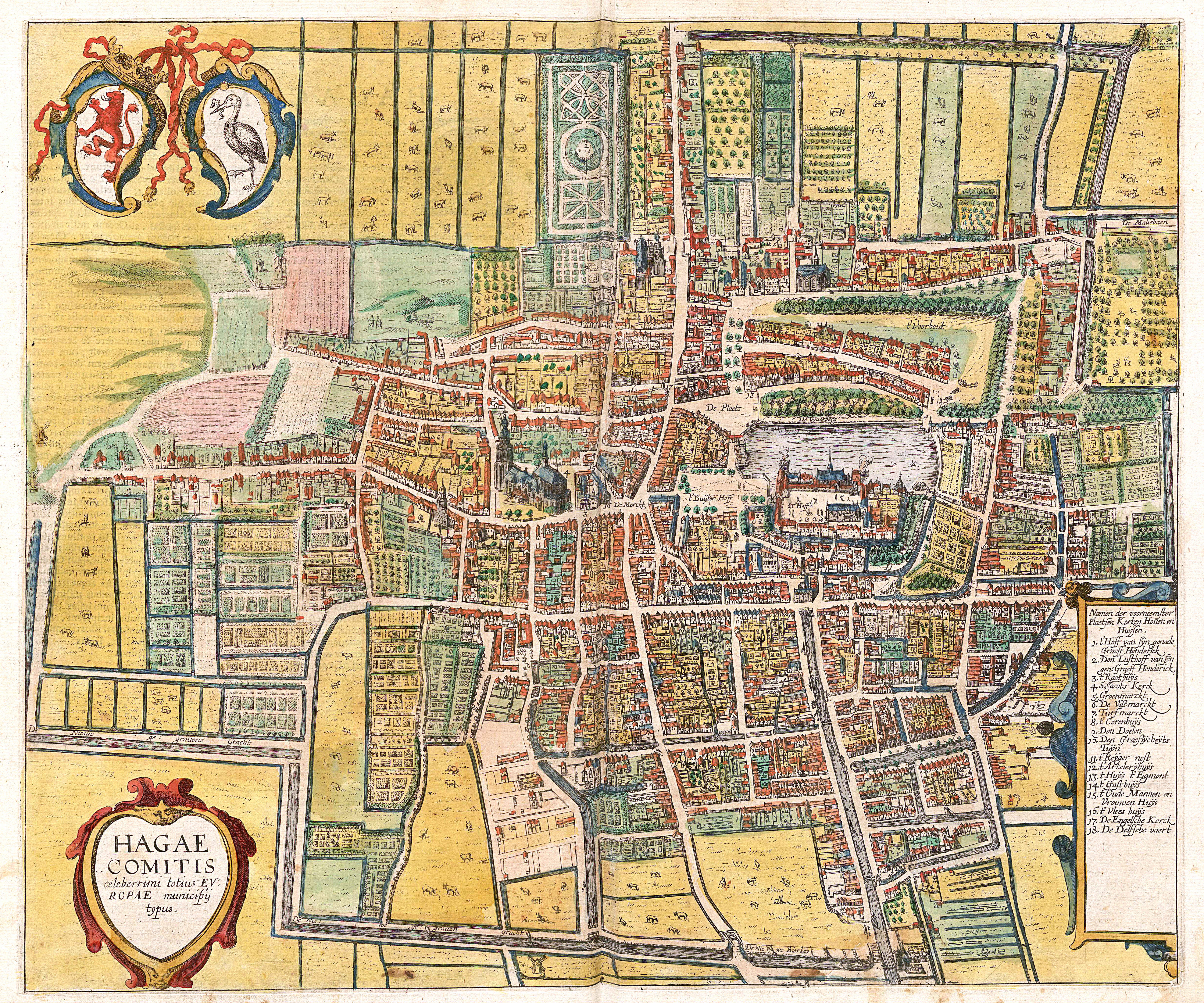
Kazernestraat rechtsboven op plattegrond (1618), toen nog de koetshuizen aan de achterkant van de herenhuizen aan het Lange Voorhout.
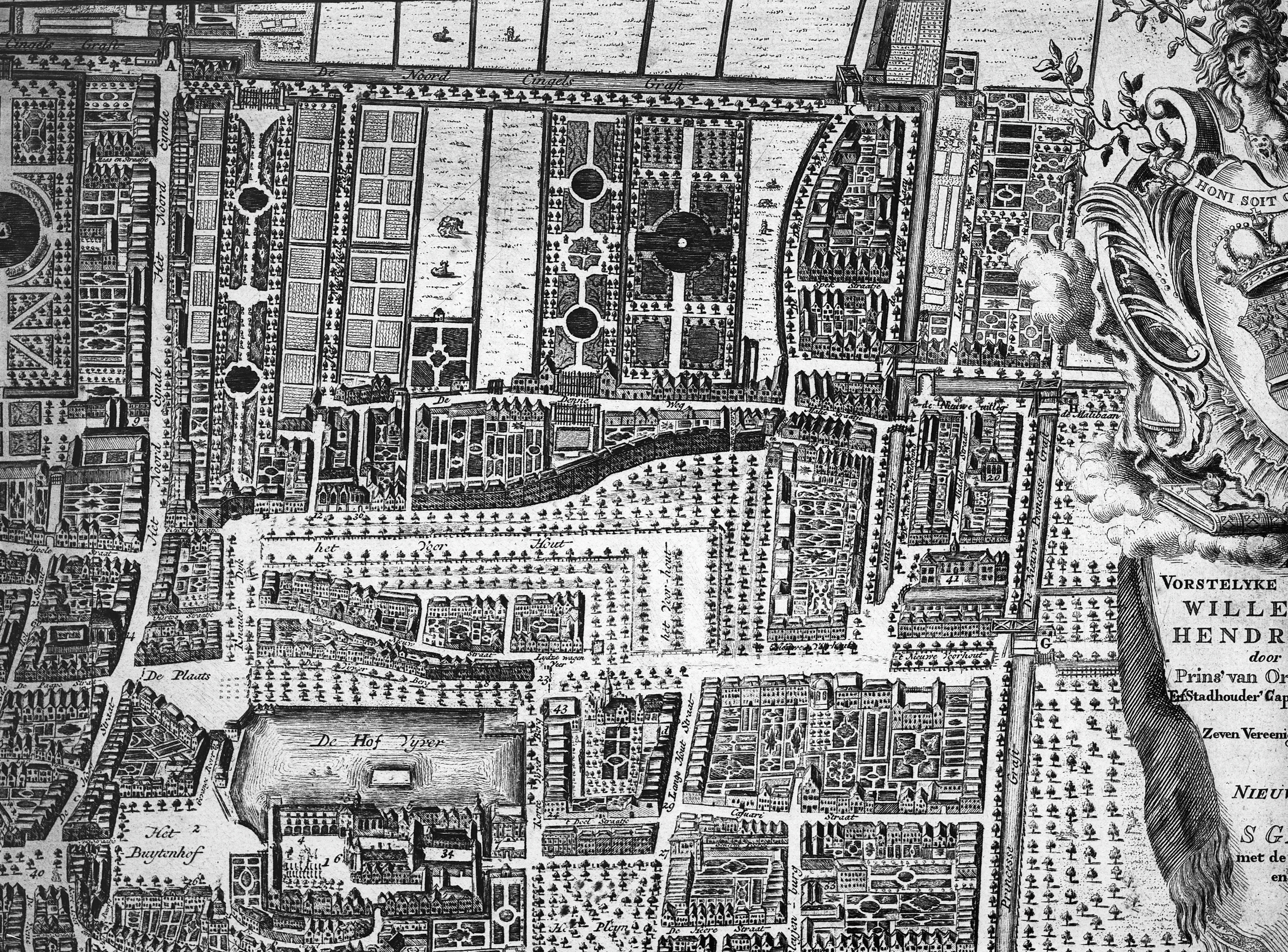
Kazernestraat op plattegrond (1747), toen nog De Denneweg genoemd

## Rijksmonumenten
| Huisnummer | Gebouwnaam               | Oorspronkelijke functie                                                   | Huidige functie          | Monumentnummer |  |
| ---------- | ------------------------ | ------------------------------------------------------------------------- | ------------------------ | -------------- |  |
| 28         | Pand                     | Woonhuis                                                                  |                          | 17609          |  |
| 38B        | Sociëteit de Vereeniging | Sociëteit                                                                 | Sociëteit                | 459721         |  |
| 39         | Achterkant Huis Huguetan | Koninklijke Bibliotheek, Kantoorgebouw Hoge Raad                          | Eerste Kamer             | 17705          |  |
| 41         | Koetshuis XVIII-XIX      | Woonhuis, Eerste Nederlandsche Automobiel Maatschappij, firma Van Osselen | Woonhuis                 | 17610          |  |
| 43         | Koetshuis XVIII-XIX      | Woonhuis                                                                  | Woonhuis                 | 17611          |  |
| 45-45A     | Koetshuis XVIII-XIX      | Opslag                                                                    | Woonhuis                 | 17612          |  |
| 47         | Koetshuis XVIII-XIX      | Woonhuis                                                                  | Woonhuis                 | 17613          |  |
| 49         | 19e-eeuws pand           | Woonhuis                                                                  |                          | 17614          |  |
| 50         | Koetshuis                | Koetshuis en manege                                                       | Manege Stadsrijschool    | 17459          |  |
| 51         | Koetshuis XVIII-XIX      | Opslag                                                                    |                          | 17615          |  |
| 52         | Achterkant Huis Huguetan | Koninklijke Bibliotheek, Kantoorgebouw Hoge Raad                          | Eerste Kamer             | 17705          |  |
| 53         | Koetshuis XVIII-XIX      | Bijgebouwen kastelen                                                      | Woonhuis                 | 17616          |  |
| 148        | Gebouw 18e eeuw          | Woonhuis                                                                  | Restaurant Impero Romano | 17493          |  |

Straten: Achterom · Alexanderstraat · Van Alkemadelaan · Amaliastraat · Amsterdamse Veerkade · Benoordenhoutseweg · Bezuidenhoutseweg · Cantaloupenburg · Denneweg · Fluwelen Burgwal · Geest · Gravenstraat · Groenewegje · Groot Hertoginnelaan · Grote Marktstraat · Herengracht · Heulstraat · Hogewal · Hooigracht · Javastraat · Juffrouw Idastraat · Kazernestraat · Kneuterdijk · Korte Vijverberg · Korte Voorhout · Laan Copes van Cattenburch · Laan van Meerdervoort · Laan van Nieuw Oost-Indië · Lange Beestenmarkt · Lange Poten · Lange Vijverberg · Lange Voorhout · Lijnbaan · Mallemolen · Mauritskade · Melis Stokelaan · Van Merlenstraat · Molenstraat · Nassaulaan · Nieuwe Haven · Nieuwe Schoolstraat · Nieuwe Uitleg · Nobelstraat · Noordeinde · Oude Boomgaardstraat · Oude Molstraat · Parkstraat · Paviljoensgracht · Piet Heinstraat · Prinsegracht · Prinsessegracht · Prinsestraat · Rijswijkseweg · Riouwstraat · Schalk Burgerstraat · Schedeldoekshaven · Schelpkade · Schenkkade · Scheveningseveer · Scheveningseweg · Schuddegeest · Slijkeinde · Smidswater · Sophialaan · Sportlaan · Spui · Spuistraat · Surinamestraat · Theresiastraat · Torenstraat · Tournooiveld · Trekvlietplein · Turfmarkt · Vaillantlaan · Vondelstraat · Wagenstraat · Weimarstraat · Westeinde · Wijnhaven · Witte de Withstraat · Zeestraat

Pleinen: Alexanderplein
· Anna Paulownaplein
· Bankaplein
· Binnenhof
· Buitenhof
· Burgemeester De Monchyplein
· Clioplein
· Elandplein 
· Esperantoplein
· Groenmarkt
· Grote Markt
· Hofplaats
· Kerkplein
· Koningsplein
· Loosduinse Hoofdplein
· Malieveld
· Muzenplein
· Nassauplein
· Plaats
· Plein
· Plein 1813
· Prins Hendrikplein
· Prinsenvinkenpark
· Regentesseplein
· Rond de Grote Kerk
· Spuiplein
· Tournooiveld
· Vaillantplein
· Varkenmarkt
· Visbanken
· Wijnhaven